# Ailtirí na hAiséirghe
Ailtirí na hAiséirghe (pronunciació irlandesa: [ˈalʲtʲɪɾʲiː n̪ˠə ˈhaʃeːɾʲiː], que significa «Arquitectes de la Resurrecció») va ser un partit polític feixista menor a Irlanda, fundat per Gearóid Ó Cuinneagáin el març de 1942. El partit pretenia formar un estat corporativista cristià irlandès totalitari i les seves simpaties eren amb les potències de l'Eix durant la Segona Guerra Mundial. Es va formar els anys quaranta, en el context d'una onada de creació de partits d'extrema dreta menors a Irlanda, com el Partit de la Reforma Monetària (en anglès Monetary Reform Party), que no va aconseguir l'èxit general.

## Història

### Rerefons

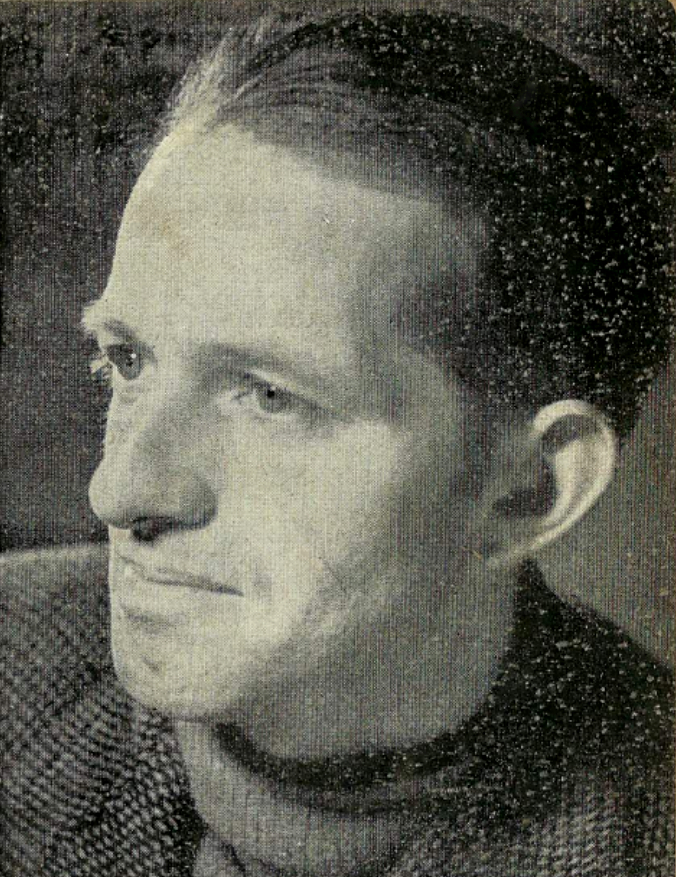
Gearóid Ó Cuinneagáin, fundador d'Ailtirí na hAiséirghe cap al 1942

El grup va ser fundat a partir d'una delegació de la Lliga Gaèlica creada per Ó Cuinneagáin el 1940. Havia deixat una feina com a funcionari i es va traslladar a Donegal per millorar el seu irlandès. Després d'haver estat membre de diverses organitzacions clandestines favorables a les potències de l'Eix, però es va desil·lusionar amb la seva visió limitada de veure una victòria alemanya com un fi en si mateix més que una oportunitat per transformar la societat irlandesa, va establir Craobh na hAiséirghe («Branca de la Resurrecció») com a ala militant i activa de Lliga Gaèlica per formar «un Moviment de la Joventut Hitleriana sota l'aparença d'una classe irlandesa». La delegació va créixer ràpidament, va celebrar esdeveniments públics, organitzar classes de llengua irlandesa i Ó Cuinneagáin va ser elegit per a l'executiu de la Lliga Gaèlica. En aquell moment, moltes idees d'extrema dreta, especialment el corporativisme, estaven en voga a Irlanda, fins i tot entre els ministres del govern irlandès elegit democràticament, i semblaven que encaixaven bé amb la doctrina social catòlica. Aquestes idees es van barrejar amb el nacionalisme irlandès més tradicional i sobretot amb l'hostilitat cap a la partició d'Irlanda. 
El març de 1942, però, Ó Cuinneagáin havia fracassat en l'intent de ser elegit president de Lliga Gaèlica i tenia conflictes amb diversos membres de l'executiu. A més, desitjava que l'organització fos més àmplia i més explícitament política. Tot això, va portar Ó Cuinneagáin a pronunciar un discurs el cap de setmana de Pentecosta en què fundava Ailtirí na hAiséirghe, un moviment obertament feixista amb l'objectiu d'establir un govern totalitari a Irlanda, i la publicació d'Aiséirghe 1942, dedicada exclusivament a les opinions polítiques d'Ó Cuinneagáin. Les desevincences amb aquests plantejaments van fer que es produís una escissió amistosa entre Ó Cuinneagáin i el culturalista Proinsias Mac an Bheatha. Aquest va acceptar assumir els deutes de Craobh na hAiséirghe i van canviar el nom de la branca pel de Glún na Buaidhe («Generació de la Victòria»).

### Membres i activitats
El Departament de Justícia va estimar que els membres del partit a la ciutat de Dublín després de sis mesos d'existència eren d'uns trenta o quaranta, amb molt pocs seguidors fora de Dublín. Tanmateix, com que l'organització de Dublín es quedava gran part dels beneficis de les sucursals locals que provenien de les quotes dels membres, la propaganda i les donacions, juntament amb els temors d'internament per ser membre del partit, existia una cultura generalitzada entre les organitzacions locals de mantenir un registre separat dels membres locals, en lloc d'enviar els formularis de sol·licitud emplenats a Dublín. Això, permetia a les sucursals retenir la totalitat de les quotes d'afiliació dels seus membres i comptar amb un flux d'ingressos fiable de les recol·lectes internes setmanals. També es venien insígnies d'Aiséirghe com a mostra de pertinença de facto a l'organització, i que permetia als usuaris participar en les activitats igual que els que hi estaven inscrits degudament.
RM Douglas estima que el partit tenia al voltant de 2.000 membres autoidentificats a l'estiu de 1945, amb la concentració més gran de delegacions i membres actius a Cork, Tipperary i Wexford. Malgrat l'enfocament del partit en l'idioma irlandès, van guanyar pocs suports a la Gaeltacht, mentre que el suport d'Aiséirghe a Irlanda del Nord va ser delmat després d'una repressió per part de la Royal Ulster Constabulary després d'una campanya publicitària fallida d'Ó Cuinneagáin el 1943. Un nombre significatiu de membres d'Aiséirghe eren dones en comparació amb altres partits polítics irlandesos o partits feixistes europeus, motivats principalment per la preocupació per la influència cultural estrangera a Irlanda i la por de ser obligats a emigrar, ja que Irlanda tenia una taxa d'emigració femenina inusualment alta en comparació amb la majoria d'Europa.
Aiséirghe va començar a organitzar discursos en espais on es pogués trobar multitud de gent, com ara pubs, cinemes, esdeveniments esportius i esglésies; al mateix temps que organitzava cercaviles i balls irlandesos. Els portaveus d'Aiséirghe començaven els discursos en irlandès abans de passar a l'anglès, cosa que, segons Aindrias Ó Scolaidhe, va despertar la curiositat de les multituds. Els membres del partit també van participar en activitats extralegals. Després d'una campanya infructuosa per canviar el nom del carrer Talbot de Dublín a carrer Seán Treacy, el partit es va prendre la justícia pel seu compte i va canviar els rètols oficials dels carrers. Van decapitar el monument a Hugh Gough, primer vescomte Gough al Phoenix Park i van tenir un paper important en provocar els disturbis del dia de la Victòria a Dublín després que els estudiants del Trinity College aixequessin la Union Jack i pancartes de la Unió Soviètica en celebració de la victòria aliada de la Segona Guerra Mundial.

### Divisió i decadència
La dissidència contra Ó Cuinneagáin va començar a créixer al partit per culpa del seu extremisme i hostilitat cap als altres partits polítics. Això, juntament amb el petit èxit d'Aiséirghe a les eleccions locals de 1945 va convèncer molts membres que el partit tenia potencial d'èxit sota un líder més moderat disposat a cooperar amb els partits principals. Després de disputes internes, es va celebrar una votació per nomenar Riobárd Breathnach com a nou líder del partit. Ó Cuinneagáin va guanyar la votació, però tota la delegació de Cork va renunciar després. La divisió va ser catastròfica per a Aiséirghe, ja que va provocar que molts membres de Munster abandonessin el partit. L'enfonsament d'Aiséirghe va deixar el camí obert perquè Clann na Poblachta, que compartia amb el partit algunes de les seves teories econòmiques i culturals, però sense els elements antidemocràtics i antisemites, aprofités la desafecció política i econòmica cap al govern de Fianna Fáil. Molts membres desil·lusionats d'Aiséirghe van desertar a Clann na Poblachta.
El matí del 14 de maig de 1949, en un intent de recuperar el terreny perdut per l'escissió i l'ascens de Clann na Poblachta, el partit va elaborar cartells amb l'eslògan «Arma't ara per prendre el nord» que es van penjar a Dublín i altres grans ciutats. La Garda va respondre retirant els cartells. Això només va fer que cridés més l'atenció i en van acabar informant tant els diaris d'Irlanda com de Gran Bretanya. La notorietat breu del partit no va durar, ja que Ó Cuinneagáin no va poder donar seguiment a la seva crida a l'acció. Molts dels nous seguidors que havia reclutat per aquesta tàctica aviat van marxar.
Ailtirí na hAiséirghe va celebrar la seva darrera reunió formal el 1958, tot i que el diari del partit, Aiséirghe, va continuar apareixent fins a principis dels anys setanta.

## Ideologia
El partit volia crear un estat feixista de partit únic governat per un líder conegut com a «Ceannaire» (que significa líder en irlandès). Es crearia un Consell Nacional format per un centenar de diputats per triar el Ceannaire, mentre que els consells comarcals serien abolits i substituïts per quatre assemblees provincials elegides cada tres anys amb un paper electoral vocacional. Cada província tindria un governador provincial nomenat pel Ceannaire. La província d'Ulster estaria formada pels nou comtats, de manera que s'assegurés una majoria de vots catòlics. A més, la capital provincial seria Dungannon, escollida pel fet de ser l'antiga seu de la dinastia O'Neill.
Aiséirghe va prometre la plena ocupació, la fi de l'emigració (en convertir en delicte sortir del país), la discriminació contra els jueus i els francmaçons, i la reconquesta d'Irlanda del Nord per un exèrcit de reclutament massiu. També es va comprometre a il·legalitzar l'ús de l'anglès en públic després de cinc anys al poder. El partit va citar sovint l'Estat Nou portuguès com a inspiració dels seus ideals corporativistes. Malgrat la seva oposició al socialisme, de tant en tant van lloar els èxits econòmics de la Unió Soviètica i el rebuig comunista a la democràcia liberal.
El partit pretenia que l'estat es mantingués al marge de la Segona Guerra Mundial fins que els participants estiguessin esgotats. Després d'això, Ó Cuinneagáin creia que Irlanda emergiria com a líder espiritual al món per recristianitzar Europa com després de la caiguda de l'Imperi romà. Irlanda hauria de connectar Europa i Amèrica, després d'haver fugit de les filosofies seculars que havien influït en altres nacions europees després de la Revolució Francesa, tot mostrant que el cristianisme es podia reconciliar plenament amb les demandes d'una societat industrial moderna. Si bé una minoria de membres del partit estava d'acord amb la visió geopolítica d'Ó Cuinneagáin, la majoria es preocupaven més per qüestions pràctiques com acabar amb l'emigració i la partició, i consideraven que la idea d'una recristianització irlandesa d'Europa era només una retòrica grandiloqüent.
Un punt central d'Aiséirghe va ser el seu enfocament en el renaixement de la llengua irlandesa, que no només era considerada una expressió de la distinció cultural sinó també un instrument en què els ideals del partit es podien comunicar al poble irlandès. Des del dia de l'ascens al poder del partit, tots els assumptes oficials s'havien de fer en irlandès i no hi havia cap funcionari menor de trenta anys que no dominés l'idioma. A aquells que fessin representacions al govern se'ls havia de denegar una audiència tret que declaressin el seu cas en irlandès. S'havia d'elaborar un registre de llars de parla irlandesa, amb una discriminació positiva als seus membres. S'havia d'establir impostos durs a tots els avisos en anglès i tots els carrers, pobles i noms comercials haurien d'estar en irlandès. Encara que l'anglès s'havia de tolerar «durant un temps raonable» en el cas de l'Església catòlica, fins i tot els sermons, cartes pastorals i altres comunicacions de l'Església aviat s'exigirien que incorporessin passatges en irlandès. A més, s'havien de destruir tots els monuments i memorials estrangers, tots els noms dels ciutadans irlandesos s'havien de gaelitzar i es prohibiria l'ús de títols associats a la monarquia o l'aristocràcia britànica.
El novembre de 1942 es va crear un grup anomenat Aontacht na gCeilteach («Unitat celta») per promoure una visió pancelta, encapçalat per Éamonn Mac Murchadha. L'MI5 creia que era una tapadora d'Ailtirí na hAiséirghe, destinat a servir com a «punt de reunió dels nacionalistes irlandesos, escocesos, gal·lesos i bretons». El grup tenia la mateixa adreça postal que el partit. En la seva fundació, el grup va afirmar que «el sistema actual és totalment contrari a la concepció celta de la vida» i va demanar un nou ordre basat en una «filosofia celta distintiva». Ailtiri na hAiseirghe era simpatitzant amb el pancelticisme i havia establert contactes amb el partit polític independentista progal·lès Plaid Cymru i l'activista independentista escocesa Wendy Wood. Els activistes del partit van penjar cartells a la ciutat del sud de Dublín que deien Rhyddid i gCymru («Llibertat per a Gal·les»).

### Actitud davant el protestantisme
Malgrat el fort nacionalisme d'Aiséirghe i la inspiració de les encícliques papals, el partit va ser tolerant amb el protestantisme, i emprava preferiblement el terme cristià, en lloc de catòlic. Ernest Blythe, un antic ministre protestant de l'Ulster, va ser un defensor influent del partit. Risteárd Ó Glaisne, un metodista, va dir d'Ó Cuinneagáin que «la seva actitud envers el protestantisme no només era poc sectari, sinó que no era patronista». Ó Cuinneagáin creia que l'establiment d'un ordre corporativista cristià atrauria tant els protestants com els catòlics i que les institucions educatives majoritàriament protestants com el Trinity College de Dublín podrien ser utilitzades com «un instrument eficaç per guanyar la lleialtat dels descendents d'aquesta part dels nostres compatriotes». Malgrat això, Ó Cuinneagáin estava preparat per fer servir la neteja ètnica contra qualsevol dels unionistes irlandesos, majoritàriament protestants, que es resistien a la inclusió en un estat irlandès, i per substituir-los per membres de la diàspora irlandesa.

## Suport polític
Entre els seus partidaris hi havia els antics ministres del govern de Cumann na nGaedheal Ernest Blythe i JJ Walsh (Blythe també havia estat un membre destacat dels Blueshirts), i el TD Oliver J. Flanagan de l'Associació Irlandesa de Reforma Monetària. Seán Treacy, el futur Partit Laborista TD i Ceann Comhairle de Dáil Éireann, va ser membre del partit a la dècada de 1940, igual que el novel·lista Brian Cleeve, el filòsof taoista Wei Wu Wei i l'emissora i autora. Breandán Ó heithir. Encara que mai n'ha estat membre, Seán South estava familiaritzat amb les publicacions del grup. Altres fonts han afirmat que South era membre o partidari d'Ailtirí na hAiséirghe. Máirtín Ó Cadhain, tot i que no era membre, va aconsellar el 1945 que les armes de l'IRA s'havien de lliurar a Aiséirghe. Kathleen Clarke va contribuir econòmicament al partit, però més tard va canviar el seu suport a Clann na Poblachta. Nora Ashe també va ser una de les principals col·laboradores financeres d'Aiséirghe.
El candidat d'Aiséirghe, Tomás Ó Dochartaigh, va declarar en un discurs que mentre feia campanya pel partit a Tipperary durant el 1944 va trobar un terreny en comú entre ell i Dan Breen. Després de les eleccions, Breen va dir que «lamentava que Ailtirí na h-Aiseirighe no ho hagués fet millor, que havia estudiat el seu programa i que hi havia molt a felicitar».

### Relació amb el republicanisme irlandès
Ó Cuinneagáin va fer grans esforços per seduir els republicans irlandesos, així doncs, van fer projeccions de pel·lícules, llibres, discos de gramòfon i literatura d'Aiséirghe als presos republicans i es va convertir en un membre destacat del Green Cross Fund que va ajudar a enviar assistència financera a les famílies dels presoners republicans. Abans de fundar el partit Gearóid Ó Cuinneagáin havia liderat Aicéin, l'ala juvenil del partit republicà Córas na Poblachta i havia ajudat a assegurar la presidència de Lliga Gaèlica per a l'internat de l'IRA Seán Ó Tuama. També havia estat escriptor per a An tÉireannach i el Wolfe Tone Weekly. Com a resultat, va poder afirmar que era membre de la comunitat republicana irlandesa i havia desenvolupat relacions estretes amb els republicans irlandesos al llarg dels anys.
Tarlach Ó hUid, editor del diari de l'IRA War News i cofundador de l'emissora de ràdio republicana irlandesa es va convertir en un membre actiu del partit com Gearóid Ó Broin, membre del Consell de l'Exèrcit de l'IRA. El general adjunt de l'IRA, Tomás Ó Dubhghaill, va donar el vistiplau al partit. Un pres de l'IRA a Curragh va informar Roger McHugh que molts dels seus companys internats donaven suport a Ó Cuinneagáin. El 1943 Francis Stuart, parlant a l'emissió de propaganda alemanya Redaktion-Irland, va instar els votants irlandesos a donar suport a Aiséirghe i Córas na Poblachta. Un soldat irlandès que es va unir al moviment va informar que la branca de Dublín estava formada completament per «nazis i persones que estaven a l'IRA». El G2 i l'MI5 van assenyalar que sovint es trobaven membres d'Aiséirghe assistint a les reunions del Sinn Féin i parlant des de les seves plataformes, juntament amb el fet que diversos funcionaris d'Aiséirghe tenien familiars del Sinn Féin.
De vegades es van desenvolupar tensions entre l'IRA i Aiséirghe. Quan Tomás Óg Ó Murchadha va criticar l'IRA el 1944, molts membres del partit Balbriggan que també eren membres de l'IRA van dimitir. Alguns activistes d'Aiséirghe estaven ressentits de l'IRA per la seva manca d'enfocament en el renaixement de la llengua irlandesa. El líder de l'organització de Cork, Seosamh Ó Coigligh, va acusar Ó Cuinneagáin en una carta que el criticava de fer que el partit fos considerat un apèndix de l'IRA i el Sinn Féin.

## Història electoral
A causa de problemes financers, els llocs de cartells comercials estaven reservats pels partits principals, la falta de preparació, molts dels seus membres eren massa joves per votar i la indecisió sobre circumscripcions i candidats, el partit no va obtenir escons a les eleccions generals de 1943 i 1944.
A les eleccions locals de 1945, però, els candidats d'Aiséirghe van obtenir nou escons (de 31 disputats), obtenint un total de més d'11.000 vots de primera preferència. Malgrat el final de la Segona Guerra Mundial i les imatges de notícies de l'Holocaust que es van mostrar a Irlanda, l'any 1945 es va veure poc canvi en el sentiment pro-Eix entre el públic irlandès, juntament amb una certa ira cap als aliats a causa d'una onada de pel·lícules de guerra aliades no prohibides que es van mostrar. va semblar triomfalista, els disturbis del dia VE a Dublín i els bombardejos d'Hiroshima i Nagasaki. A més, l'aixecament de la Llei de poders d'emergència va permetre a Aiséirghe presentar el seu programa davant del públic sense censura i es va fer un esforç per preparar les urnes i abordar les preocupacions locals dels electors. No obstant això, tots els escons aconseguits pel partit, a excepció de Louth, eren a Munster, mostrant els buits en l'organització del partit. The Drogheda Independent va qualificar el resultat com un «avenç notable» que havia «sorpresa una gran sorpresa per a la majoria dels ciutadans».

## Resultats de les eleccions generals
| Eleccions | Escons guanyats | ± | Posició | Vots en primera preferència | %    |
| --------- | --------------- | - | ------- | --------------------------- | ---- |
| 1943      | 0 / 144         | = | 7è      | 3.137                       | 0.2% |
| 1944      | 0 / 144         | = | =7è     | 5.809                       | 0.5% |
| 1948      | 0 / 144         | = | 8è      | 322                         | 0.0% |